# Madonna z różańcem (obraz Bartolomé Estebana Murilla)
Madonna z różańcem (hiszp. La Virgen del Rosario) – powstały w poł. XVII w. obraz autorstwa hiszpańskiego barokowego malarza Bartolomé Estebana Murilla.
Obraz znajduje się w zbiorach Muzeum Prado w Madrycie. Pochodzi z tzw. kolekcji królewskiej.

## Opis
Murillo przedstawił Matkę Bożą trzymającą w objęciach małego Jezusa. Znaczącym elementem jest również trzymany przez Maryję różaniec, od którego obraz bierze swą nazwę. Pobożność różańcowa była jedną z cech charakteryzujących XVII-wieczną Andaluzję. Obraz znajdował się w Escorialu.